# Lopaca
Lopaca – wieś w Słowenii, w gminie Šentjur. W 2018 roku liczyła 139 mieszkańców.